# Сапоненко, Семён Александрович
Семён Алекса́ндрович Сапоне́нко (14 сентября 1980, Краснокаменск) — белорусский гребец-каноист, выступал за сборную Белоруссии в первой половине 2000-х годов. Бронзовый призёр чемпионатов Европы и мира, многократный победитель этапов Кубка мира, чемпион республиканских и молодёжных регат. На соревнованиях представлял Могилёвскую область, мастер спорта международного класса.

## Биография
Семён Сапоненко родился 14 сентября 1980 года в Краснокаменске, Читинская область, однако впоследствии переехал в белорусский город Бобруйск, где учился в средней общеобразовательной школе № 22. Активно заниматься греблей на каноэ начал в раннем детстве: «Сидел дома. Было скучно. Рядом речка. Пошёл заниматься греблей». Проходил подготовку в бобруйской специализированной детско-юношеской школе № 6, тренировался под руководством таких специалистов как Ю. Г. Дубик и Н. Н. Банько.
Первого серьёзного успеха Сапоненко добился в 2002 году, когда одержал победу на молодёжном чемпионате Европы в хорватском Загребе, с одноместной лодкой на дистанции 1000 метров. Благодаря череде удачных выступлений попал в основной состав белорусской национальной сборной и удостоился права защищать честь страны на взрослом чемпионате мира в испанской Севилье. Вместе с четырёхместным экипажем, куда также вошли гребцы Александр Богданович, Александр Жуковский и Александр Курляндчик, завоевал бронзовую медаль в километровой дисциплине, пропустив вперёд лишь команды Польши и Китая.
В 2004 году с теми же партнёрами Семён Сапоненко выиграл две бронзовые награды на чемпионате Европы в польской Познани, в четвёрках на тысяче и пятистах метрах. Год спустя побывал на чемпионате мира в Загребе, откуда привёз ещё одну медаль бронзового достоинства, выигранную в программе четырёхместных экипажей на дистанции 200 метров. После этих соревнований перестал попадать в основной состав сборной Белоруссии, принимал участие в основном во второстепенных регатах и вскоре принял решение завершить карьеру профессионального спортсмена.
Имеет высшее образование, в 2001 году окончил Мозырский государственный педагогический университет имени И. П. Шамякина, где обучался на факультете физической культуры. За выдающиеся спортивные достижения удостоен звания мастера спорта международного класса.